# The Phantom Rider (1936)
The Phantom Rider é um seriado estadunidense de 1936, gênero Western, dirigido por Ray Taylor, em 15 capítulos, estrelado por Buck Jones, Marla Shelton, Diana Gibson, Harry Woods e Frank LaRue. O seriado foi produzido e distribuído pela Universal Pictures, e veiculou nos cinemas estadunidenses a partir de 6 de julho de 1936.

## Elenco
- Buck Jones … Buck Grant
- Silver... Silver, cavalo de Buck
- Marla Shelton … Mary Grayson
- Diana Gibson … Helen Moore
- Harry Woods … Harvey Delaney
- Frank LaRue … Juiz Holmes
- George Cooper … Spooky
- Eddie Gribbon … Xerife Mark
- Matt McHugh … Agente Shorty
- Helen Shipman … Lizzie
- Joey Ray … Steve Scott
- Lafe McKee … Jeff Grayson
- Jim Mason … Dirk
- Charles King … Keeler
- Clem Bevans … Mr Hudson
- Wally Wales … Lew
- Tom London …Tex (não-creditado)
- Bob Reeves... Vaqueiro (não creditado)
- Jay Wilsey... Tom (não-creditado)

## Capítulos
1. Dynamite
2. The Maddened Herd
3. The Brink of Disaster
4. The Phantom Rides
5. Trapped by Outlaws
6. Shot Down
7. Stark Terror
8. The Night Attack
9. The Indians Attack
10. Human Targets
11. The Shaft of Doom
12. Flaming Gold
13. Crashing Timbers
14. The Last Chance
15. The Outlaw's Vengeance

Fonte: